# Kala Funderburk
Kala Funderburk (* 14. September 1992 in Saint Petersburg, Florida) ist eine ehemalige US-amerikanische Leichtathletin, die sich auf den Sprint spezialisiert hat. Ihren größten sportlichen Erfolg feierte sie mit dem Gewinn der Goldmedaille in der 4-mal-400-Meter-Staffel bei den NACAC-Meisterschaften 2015 in San José und dem Gewinn der Silbermedaille über 400 Meter ebendort.

## Sportliche Laufbahn
Kala Funderburk wuchs in Florida auf und studierte von 2012 bis 2015 an der University of Memphis und wurde 2015 NCAA-College-Meisterin im 400-Meter-Lauf. 2014 siegte sie mit der US-amerikanischen 4-mal-400-Meter-Staffel bei den U23-NACAC-Meisterschaften in Kamloops und im Jahr darauf gewann sie bei den NACAC-Meisterschaften in San José in 52,22 s die Silbermedaille im 400-Meter-Lauf hinter ihrer Landsfrau Courtney Okolo. Zudem gewann sie dort in 3:25,39 min gemeinsam mit ChaRonda Williams, Tiffany Williams und Courtney Okolo die Goldmedaille. 2017 beendete sie im Alter von 24 Jahren ihre aktive sportliche Karriere.

## Persönliche Bestzeiten
- 400 Meter: 51,09 s, 29. Mai 2015 in Jacksonville
  - 400 Meter (Halle): 52,26 s, 28. Februar 2015 in Blacksburg